# Grafmonument van de familie Rooswinkel
Het grafmonument van de familie Rooswinkel op de Rooms-katholieke begraafplaats Sint Martinuskerk in de Nederlandse stad Sneek is een rijksmonument.

## Achtergrond
Het grafmonument werd opgericht op het kerkhof van Wijtgaard voor Josephus Wilhelmus Rooswinkel (1828-1884), banketbakker in Sneek. In 1911 werd het overgebracht naar de Sneker begraafplaats. In het graf werden bijgezet zijn vrouw Tecla Cecilia van der Kalle (1834-1911), hun dochter Anna Dorathea Rooswinkel (1875-1943) en haar echtgenoot Aloysius Egidius Stockmann (1875-1961).

## Beschrijving
Het neoclassicistische monument heeft de vorm van een aedicula. Aan weerszijden van de gedenksteen staan twee pilasters, met ionische kapitelen, bekroond door een rond fronton. Een reliëf op de zerk verbeeldt de graflegging van Christus, wiens hoofd wordt ondersteund door een engel, met Maria aan zijn zij en twee mannen aan zijn voeten. De achtergrond toont een doorkijk naar Golgotha. Hieronder zijn de namen van de overledenen vermeld.

## Waardering
Het grafmonument werd in 2000 in het Monumentenregister opgenomen, het is "van algemeen cultuurhistorisch belang: vanwege de esthetische kwaliteiten van het ontwerp; vanwege het materiaal en de ornamentiek; als onderdeel van een groter geheel dat cultuurhistorisch van nationaal belang is; vanwege de gaafheid; in relatie tot de visuele gaafheid van het complex."